# Brasil Open 2017 - Qualificazioni singolare
Le qualificazioni del singolare del Brasil Open 2017 sono state un torneo di tennis preliminare per accedere alla fase finale della manifestazione. I vincitori dell'ultimo turno sono entrati di diritto nel tabellone principale. In caso di ritiro di uno o più giocatori aventi diritto a questi sono subentrati i lucky loser, ossia i giocatori che hanno perso nell'ultimo turno ma che avevano una classifica più alta rispetto agli altri partecipanti che avevano comunque perso nel turno finale.

## Teste di serie
1. Jozef Kovalík (qualificato)
2. Tarō Daniel (primo turno)
3. Nicolás Kicker (ultimo turno)
4. Alessandro Giannessi (qualificato)

1. Roberto Carballés Baena (ultimo turno)
2. Guido Andreozzi (ultimo turno, ritirato)
3. Arthur De Greef (ultimo turno)
4. Leonardo Mayer (primo turno)

## Qualificati
1. Jozef Kovalík
2. Guilherme Clezar

1. Marco Cecchinato
2. Alessandro Giannessi

## Tabellone

### Legenda
| - Q = Qualificato - WC = Wild card - LL = Lucky loser | - ALT = Alternate - SE = Special Exempt - PR = Protected Ranking | - w/o = Walkover - r = Ritirato - d = Squalificato |

### Sezione 1
|  | Primo turno | Primo turno             | Primo turno             | Primo turno | Primo turno |  |  | Ultimo turno | Ultimo turno            | Ultimo turno | Ultimo turno | Ultimo turno |  |
|  |             |                         |                         |             |             |  |  |              |                         |              |              |              |  |
|  | 1           | Jozef Kovalík           | Jozef Kovalík           | 6           | 6           |  |  |              |                         |              |              |              |  |
|  | Alt         | João Pedro Sorgi        | João Pedro Sorgi        | 2           | 1           |  |  | 1            | Jozef Kovalík           | 6            | 1            | 6            |  |
|  |             | Jordi Samper-Montaña    | Jordi Samper-Montaña    | 2           | 2           |  |  | 5            | Roberto Carballés Baena | 3            | 6            | 1            |  |
|  | 5           | Roberto Carballés Baena | Roberto Carballés Baena | 6           | 6           |  |  |              |                         |              |              |              |  |

### Sezione 2
|  | Primo turno | Primo turno      | Primo turno      | Primo turno | Primo turno |  |  | Ultimo turno | Ultimo turno     | Ultimo turno     | Ultimo turno | Ultimo turno |  |
|  |             |                  |                  |             |             |  |  |              |                  |                  |              |              |  |
|  | 2           | Tarō Daniel      | Tarō Daniel      | 5           | 2           |  |  |              |                  |                  |              |              |  |
|  | WC          | Guilherme Clezar | Guilherme Clezar | 7           | 6           |  |  | WC           | Guilherme Clezar | Guilherme Clezar | 7            | 6            |  |
|  | Alt         | Caio Zampieri    | Caio Zampieri    | 2           | 4           |  |  | 7            | Arthur De Greef  | Arthur De Greef  | 5            | 0            |  |
|  | 7           | Arthur De Greef  | Arthur De Greef  | 6           | 6           |  |  |              |                  |                  |              |              |  |

### Sezione 3
|  | Primo turno | Primo turno            | Primo turno            | Primo turno | Primo turno |  |  | Ultimo turno | Ultimo turno     | Ultimo turno | Ultimo turno | Ultimo turno |  |
|  |             |                        |                        |             |             |  |  |              |                  |              |              |              |  |
|  | 3           | Nicolás Kicker         | Nicolás Kicker         | 6           | 6           |  |  |              |                  |              |              |              |  |
|  | WC          | Gustavo Teisen Pereira | Gustavo Teisen Pereira | 0           | 0           |  |  | 3            | Nicolás Kicker   | 1            | 7            | 2            |  |
|  |             | Marco Cecchinato       | 6                      | 2           | 6           |  |  |              | Marco Cecchinato | 6            | 5            | 6            |  |
|  | 8           | Leonardo Mayer         | 4                      | 6           | 3           |  |  |              |                  |              |              |              |  |

### Sezione 4
|  | Primo turno | Primo turno          | Primo turno          | Primo turno | Primo turno |  |  | Ultimo turno | Ultimo turno         | Ultimo turno | Ultimo turno | Ultimo turno |  |
|  |             |                      |                      |             |             |  |  |              |                      |              |              |              |  |
|  | 4           | Alessandro Giannessi | Alessandro Giannessi | 6           |             |  |  |              |                      |              |              |              |  |
|  | Alt         | Federico Coria       | Federico Coria       | 0           | r           |  |  | 4            | Alessandro Giannessi | 4            | 7            | 2            |  |
|  |             | Máximo González      | Máximo González      | 3           | 65          |  |  | 6            | Guido Andreozzi      | 6            | 65           | 0r           |  |
|  | 6           | Guido Andreozzi      | Guido Andreozzi      | 6           | 7           |  |  |              |                      |              |              |              |  |